# SC Telstar
Az SC Telstar 1963-ban létrejött holland futballklub az észak-hollandiai IJmuiden Velsen kerületében, amely a másodosztályban, az Eerste Divisie-ben játszik. Hazai mérkőzéseiket a Rabobank IJmond Stadionban játsszák. A futballklub alapítása óta a The Tornados Telstar című dala hallható a hazai meccsek előtt.

## Játékosok
| #  |     | Poszt | Név                   |
| -- | --- | ----- | --------------------- |
| 1  | NED | K     | Wesley Zonneveld      |
| 2  | NED | V     | Tom Beissel           |
| 3  | NED | V     | Toine van Huizen      |
| 4  | NED | V     | Bryan Ottenhoff       |
| 5  | NED | V     | Thomas van den Houten |
| 6  | NED | KP    | Frank Korpershoek     |
| 7  | NED | CS    | Fabian Serrarens      |
| 8  | TUR | KP    | Çağrı Kodalak         |
| 9  | NED | CS    | Guyon Philips         |
| 10 | MAR | KP    | Mohammed Ajnane       |
| 11 | MKD | CS    | Denis Mahmudov        |
| 12 | NED | V     | Donny van Iperen      |

| #  |     | Poszt | Név                    |
| -- | --- | ----- | ---------------------- |
| 13 | NED | KP    | Benjamin van den Broek |
| 14 | NED | KP    | Liban Abdulahi         |
| 15 | NED | V     | Jordy Tutuarima        |
| 16 | AUS | K     | Blake Horton           |
| 17 | NED | V     | Maarten Boddaert       |
| 18 | NED | KP    | Edo Knol               |
| 19 | NED | CS    | Floris van der Linden  |
| 20 | NED | K     | Boy de Jong            |
| 23 | NED | V     | Crescendo van Berkel   |
| 24 | NED | CS    | Calvin Valies          |
| 25 | NED | CS    | Oussama Zamouri        |
| 26 | IDN | KP    | Stefano Lilipaly       |

## Fordítás
- Ez a szócikk részben vagy egészben  a   SC Telstar című angol Wikipédia-szócikk fordításán alapul.  Az eredeti cikk szerkesztőit annak laptörténete sorolja fel. Ez a jelzés csupán a megfogalmazás eredetét és a szerzői jogokat jelzi, nem szolgál a cikkben szereplő információk forrásmegjelöléseként.